# جيم ديتز
جيم ديتز (بالإنجليزية: Jim Dietz)‏ هو لاعب كرة قاعدة أمريكي، ولد في 1939 في يوجين في الولايات المتحدة.

## وصلات خارجية
- جيم ديتز على موقعبيزبول رفرنس.كوم (الدوري الثانوي) (الإنجليزية)